# گواراچینگتا
گواراچینگتا (به پرتغالی: Guaratinguetá) یک منطقهٔ مسکونی در برزیل است که در ایالت سائو پائولو واقع شده‌است. گواراچینگتا ۷۵۲٫۶۴ کیلومتر مربع مساحت و ۱۱۹٬۰۷۳ نفر جمعیت دارد.